# Luis Segura (dirigente)
Luis Segura (11 de junio de 1942, Buenos Aires) es un empresario y dirigente deportivo de fútbol argentino. Se desempeñó como presidente interino de la Asociación del Fútbol Argentino desde 2014 hasta 2016. También fue presidente de la Asociación Atlética Argentinos Juniors desde 2002 hasta 2014.

## Historia

### Inicios
Desde los años '60, ocupó distintos cargos en Argentinos Juniors. En 1978 fue vicepresidente del club, presidido en ese entonces por Próspero Cónsoli.
En mayo de 1990, junto a Cónsoli y a Serafín Armando Cupito, fue condenado a un año de prisión en suspenso por administración fraudulenta. La denuncia fue hecha por las autoridades del club que sucedieron a Cónsoli, al enterarse del desvío de 25000 dólares a favor del expresidente, firmado por Segura y Cupito, Secretario de Hacienda en ese entonces.

### Presidencia de Argentinos Juniors
Participó en las elecciones de 1998, donde obtuvo el 36,6% de los votos con la lista Frente para el cambio, quedando debajo del electo Oscar Ramírez, que obtuvo el 38,9%.
Finalmente, Segura fue electo presidente del club en las elecciones de 2001 con la lista Frente para el cambio, venciendo al oficialista Oscar Ramírez. Su gestión inició golpeada en lo deportivo: los malos resultados de los torneos anteriores y un flojo desempeño en el Clausura 2002, condenaron al descenso al club. En la B Nacional 2002-03, el equipo realizó una destacada campaña, siendo el segundo mejor equipo del campeonato; pero no logró el ascenso al caer ante Quilmes por el segundo ascenso y ante Nueva Chicago en la promoción. En 2004 logró clasificarse para la promoción, donde venció en los dos partidos a Talleres de Córdoba, que venía de lograr el tercer lugar en el Clausura 2004, y ascendió a Primera División.
El retorno a Primera, lo catapultó a ganar las elecciones de 2004 y ser reelecto. En su segundo mandato, tuvo un flojo inicio al tener que disputar la promoción, donde logró mantener la categoría. En los siguientes años logró mejorar su rendimiento en Primera y a mediados de 2008, luego de que las elecciones se postergaran, el club logró clasificarse a la Copa Sudamericana.
En noviembre de 2008, luego de que fuesen suspendidas por la justicia en diciembre de 2007 y en julio, se realizaron las elecciones para presidente del club, donde Segura fue reelecto nuevamente. En su tercer mandato, el club tuvo un flojo arranque en lo deportivo al finalizar último en el Clausura 2009, pero logró recuperarse en la siguiente temporada y logró coronarse campeón del Clausura 2010, logrando clasificarse a la Copa Libertadores tras 25 años.

### Vicepresidente de la AFA
En octubre de 2011, Julio Grondona fue reelecto nuevamente como presidente de la AFA, mientras que Segura fue electo para ser vicepresidente primero. Además, fue reelecto en Argentinos Juniors nuevamente por el 61% de los votos, con la lista Frente para el cambio.
En su cuarto mandato en Argentinos, el rendimiento del club decayó en lo deportivo, al punto de estar gran parte del Torneo Final 2013 en la última posición, consechando ocho partidos sin ganar y en zona de descenso. El mal pasar deportivo del club llevaron a Segura a piner en duda su continuidad en el club y a presentar su renuncia a la vicepresidencia de la AFA, que finalmente fue rechazada por unanimidad. Finalmente, el sorpresivo triunfo ante River fue el primero de tres triunfos en los últimos cuatro partidos del torneo, que le permitieron salvar la categoría al club. Sin embargo, en 2014, luego de una paupérrima temporada donde finalizó último en el Torneo Final, el equipo fue condenado al descenso.

### Presidente de la AFA
El 30 de julio de 2014, fallecía el presidente de la AFA Julio Grondona. Tras este suceso, Segura asume la presidencia tras ser confirmado por unanimidad en la Asamblea celebrada en octubre. Por su parte, pidió licencia como presidente de Argentinos Juniors, siendo ocupado el cargo por Rubén Forastiero hasta el final del periodo.
Durante su gestión, se confirmó el campeonato de 30 equipos que había sido planificado por la gestión anterior y que se iba a disputar a partir de 2015. Así también se disputó un torneo transición en el primer semestre de 2016 con el objetivo de volver al calendario europeo.

#### El38 a 38
En la Asamblea de octubre de 2015, se confirmó su candidatura para las elecciones a celebrarse el 3 de diciembre.
El 3 de diciembre se celebraron las elecciones y, en el recuento de votos, tanto Segura como el candidato opositor Marcelo Tinelli habían alcanzado los 38 votos, un resultado que no correspondía con los 75 asambleístas que habían votado. El recuento determinó que hubo un ganador por 38 a 37, pero que un votante emitió un voto inválido al poner dos votos en el sobre. Tras pasar a un cuarto intermedio, a pedido de la Inspección General de Justicia, se había pasado lista de los asambleístas, de los cuales dos ya se habían retirado de la Asamblea.
Al poco tiempo, Segura declaró que no tenía intención de renunciar y que se mantenía como candidato a presidente de la AFA para las elecciones, las cuales confirmó que se realizarían en la Asamblea a celebrarse el 3 de julio de 2016. Sin embargo, estas no se celebraron luego de que el IGJ resolviera suspenderla, además de asignar a dos veedores por 90 días. A los pocos días, Tinelli anunció la renuncia a su candidatura.

#### Intervención de la FIFA y renuncia
En medio de la crisis institucional que sufría la AFA y el acercamiento conflictivo del gobierno nacional, luego de que en mayo la jueza federal Servini de Cubría recomendara la intervención por medio del IGJ, el 24 de junio, la FIFA nombró un Comité Regularizador encargado de ordenar la situación de la AFA en el plazo de un año. Tres días después, Segura presentó su renuncia a la presidencia de la AFA.

### Actualidad
Tras su renuncia, Segura se alejó del fútbol argentino y se recluyó en su vida privada.
En diciembre de 2021, Segura junto a su hijo Luis Fernando y Daniel Guerra fueron recibidos por el presidente de la Nación Alberto Fernández en la Casa de Gobierno por motivo de regalarle al mandatario el buzo que vistió el arquero Mario Alles en el penal atajado por Argentinos Juniors a San Lorenzo, por el recordado partido de la última fecha del campeonato de 1981.